# Международная организация потребителей
Международная организация потребителей (анг. Consumers International) — это основанная на членстве организация для групп потребителей по всему миру. Основанная 1 апреля 1960 года, насчитывает более 250 организаций-членов в 120 странах. Её головной офис находится в Лондоне (Англия), с региональными офисами в Латинской Америке, Азиатско-Тихоокеанском регионе, на Ближнем Востоке и в Африке.

## История
Эта организация была впервые создана в 1960 году как Международная организация союзов потребителей (анг. International Organisation of Consumers Unions, сокр. IOCU). Организация создана национальными организациями потребителей, которые хотели создать трансграничный союз для обмена знаниями.
Международная организация союзов потребителей была основана Элизабет Шади, которая позже возглавила Совет директоров Ассоциации потребителей в Нидерландах (нид. Consumentenbond), и Каспаром Бруком, который был первым директором Ассоциации потребителей Великобритании (анг. United Kingdom’s Consumers' Association). Они предложили провести международную конференцию для планирования более тесной совместной работы организаций по тестированию потребительских товаров во всем мире. Американская организация Объединение потребителей (анг. Consumers Union) предоставила финансирование для проведения мероприятия.
В январе 1960 года эти три организации выступили спонсорами первой международной конференции по потребительскому тестированию в Гааге. Тридцать четыре человека, представляющие семнадцать потребительских организаций в четырнадцати странах, приняли участие в обсуждении вопросов тестирования продукции и создания международной организации потребительских союзов в качестве международной организации. Бельгийская Ассоциация потребителей (нем. Belgium’s Association des Consommateurs) и Австралийская Ассоциация потребителей (анг. Australian Consumers' Association) присоединились к трем спонсорам конференции в качестве пяти организаций-основателей, которые стали первоначальным советом Международной организации.

## Членство в организации
Международная организация потребителей насчитывает более 250 организаций-членов в 120 странах мира. Эти члены являются независимыми организациями потребителей.
Около двух третей организаций-членов находятся в экономически развивающихся странах, другая треть-в промышленно развитых странах. Международная организация потребителей также работает с Трансатлантическим диалогом потребителей (TACD) — форумом потребительских организаций США и ЕС, с офисом в Лондоне, который разрабатывает и согласовывает рекомендации по потребительской политике правительству США и Европейскому союзу для поощрения интереса потребителей к разработке политики ЕС и США.

## Членство России в организации
По состоянию на 2020 год членами Международная организация потребителей являются два российский объединения потребителей:
Конфедерация обществ потребителей (КонфОП) — это неправительственная организация, работающая в сфере защиты прав потребителей с 1991 года. КонфедерацияОП , штаб-квартира которой находится в Москве, имеет членские организации в России, Украине, Грузии, Беларуси, Таджикистане и Казахстане. КонфОП является сторонником законодательных и нормативных изменений, направленных на создание более безопасной и здоровой окружающей среды для потребителей. Основные направления деятельности: защита потребителей финансовых услуг, повышение финансовой грамотности; защита потребителей от опасностей для их здоровья; борьба против табака; здоровое питание.
КонфОП активно способствовал ратификации Рамочной конвенции Всемирной организации здравоохранения по борьбе против табака в России; выступали за принятие всеобъемлющего законодательства по борьбе против табака; принятие закона о банкротстве физических лиц. КонфОП представляет потребителей в национальных и межправительственных консультативных органах. Дата вступления в Международную организацию потребителей: 1991 год.
Союз потребителей России — группа потребителей, объединяющая более 100 региональных и местных потребительских организаций. Основная деятельность: представление интересов потребителей в государственных органах, совершенствование законодательства о правах потребителей, обучение потребителей, консультирование и поддержка потребителей, включая судебные дела и независимое тестирование. Дата вступления в Международную организацию потребителей: 2008 год.

## Всемирный день защиты прав потребителей
15 марта 1962 года бывший президент США Джон Кеннеди заявил:
Потребители по определению включают нас всех. Они являются крупнейшей экономической группой, влияющей и затрагиваемой почти каждым государственным и частным экономическим решением. И все же они-единственная важная группа... чьи взгляды часто не слышны.
Активист движения За права потребителей Анвар Фазаль, работавший в то время в Международной организации потребителей, позже предложил отметить эту дату «Всемирным Днем защиты прав потребителей», и 15 марта 1983 года организации потребителей начали отмечать эту дату как повод для поощрения основных прав потребителе
Всемирный день защиты прав потребителей является ежегодным поводом для празднования и солидарности в рамках международного движения потребителей. Участники празднуют этот день, пропагандируя основные права всех потребителей, требуя уважения и защиты этих прав и протестуя против злоупотреблений на рынке и социальной несправедливости, которые их подрывают.
Всемирный День защиты прав потребителей отмечается ежегодно 15 марта.
Тема 2018 года была — Справедливый цифровой рынок.
Международная организация потребителей призывает: 1. Доступ к справедливому и безопасному интернету, поскольку половина мира все ещё находится в автономном режиме. 2. Меры против мошенников и мошенничества. 3. Лучшая общая защита прав потребителей в интернете.

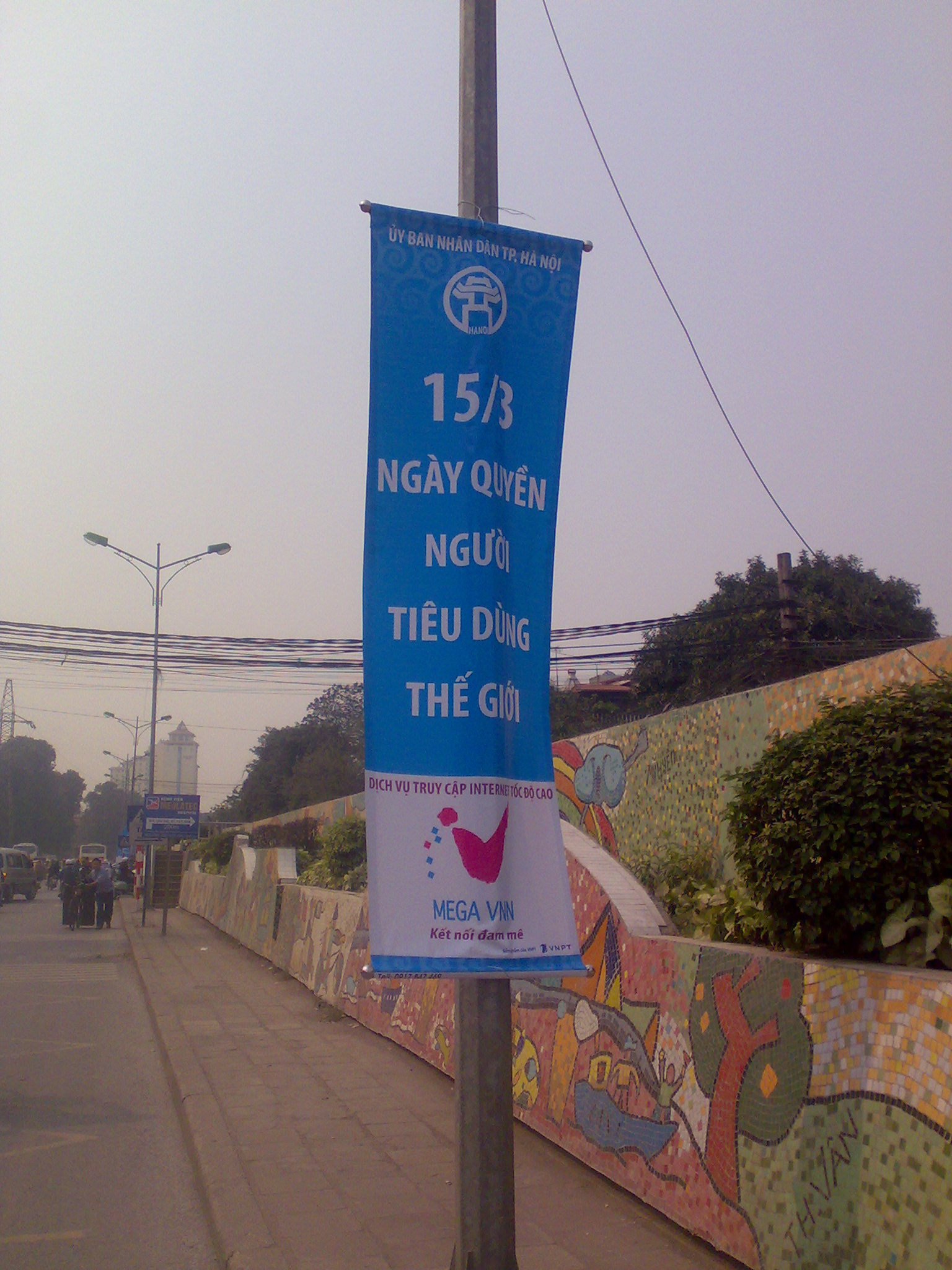
WCRD’s poster at Hanoi

Тема 2019 года была — Надежные интеллектуальные продукты.
Международная организация потребителей подчеркивает, что потребители нуждаются в товарах, содержащих Интернет-продукт, таких как смартфоны и переносные устройства.
Темой 2020 года стала — Устойчивый потребитель.

Международная организация потребителей выражает обеспокоенность о распространении информации об экологических катастрофах и глобальных изменениях климата.

## Темы Всемирного дня защиты прав потребителей
2013: Потребительская справедливость сейчас
2014: Защитите наши права на телефон! Потребительская справедливость сейчас же!
2015: Помощь потребителям в выборе здорового питания
2016: Меню без антибиотиков
2017: Построение цифрового мира, которому потребители могут доверять
2018: Справедливые цифровые рынки
2019: Надежные интеллектуальные продукты
2020: Устойчивый потребитель

## Кампании, проекты и ключевые вопросы
Международная организация потребителей стремится добиться изменений в государственной политике и корпоративном поведении, одновременно повышая осведомленность о правах и обязанностях потребителей. Её кампании часто подпадают под темы потребительской справедливости и защиты, продовольственной политики, цифровых прав потребителей и устойчивого развития. Международная организация потребителей проводит кампании по таким вопросам, как маркетинг нездоровой пищи и неэтичное продвижение наркотиков, корпоративная социальная ответственность и неэтичное или неустойчивое поведение корпораций и правительств.
В 1979 году Международная организация союзов потребителей (которая затем стала Международной организацией потребителей) и другие группы граждан создали Международную сеть действий по детскому питанию (анг. International Baby Food Action Network, сокр. IBFAN), чтобы искоренить смертность и болезни, поражающие миллионы детей в экономически развивающихся странах в результате потребления молочных смесей на искусственном вскармливании. После интенсивной кампании Международной сети действий по детскому питанию, включая организацию потребительских бойкотов против таких компаний, как Nestlé, чьи точечные, но эффективные кампании подрывали грудное вскармливание, Всемирная ассамблея здравоохранения Всемирной организации здравоохранения приняла Международный свод правил по сбыту заменителей грудного молока-первый подобный кодекс, предназначенный для борьбы с широко распространенными маркетинговыми злоупотреблениями со стороны компаний детского питания.
В 1981 году организация Международная организация потребителей стала соучредителем Всемирной организации здравоохранения (анг. Health Action International, сокр. HAI), неофициальной сети, объединяющей около 120 групп потребителей и общественных интересов, которая участвовала во Всемирных кампаниях по безопасному, рациональному и экономичному использованию фармацевтических препаратов. На 41-й Всемирной ассамблее здравоохранения в 1987 году Всемирная организация здравоохранения организовала большое лобби делегатов, чтобы призвать усилить контроль над рекламой со стороны фармацевтической промышленности.

## Партнеры
Международная организация потребителей тесно сотрудничает с Международной организацией по стандартизации в создании стандартов, обеспечивающих решение глобальных проблем.
Она имеет общий консультативный статус при Экономическом и Социальном Совете Организации Объединённых Наций. Это самый высокий статус, предоставляемый Организацией Объединённых Наций неправительственным организациям, позволяющий им участвовать в работе Организации Объединённых Наций.

## Офисы
Международная организация потребителей имеет штат сотрудников, работающих в шести регионах мира:
- Лондон, главный офис
- Чили, Латинская Америка и Карибский бассейн
- Южная Африка, Африка
- Малайзия, Азиатско-Тихоокеанский Регион
- Оман, Ближний Восток
- Индия, Юго-Восток